# James Galbraith
James Galbraith (Lebensdaten unbekannt) war ein schottischer Fußballspieler.

## Karriere
James Galbraith spielte in seiner Fußballkarriere von 1889 bis 1892 für den FC Dumbarton. Am 28. September 1889 debütierte er für Dumbarton in der 2. Runde im schottischen Pokal beim 2:1-Auswärtssieg gegen den FC Renton. Ab 1890 nahm Dumbarton als einer von elf Gründungsvereinen an der Scottish Football League teil. Galbraith absolvierte in der Premierensaison 1890/91 insgesamt 18 Spiele und erzielte dabei sechs Tore. Nach Jack Bell (20 Tore) und Jack Taylor (15) war er Drittbester Torschütze der Mannschaft, die am Ende der Saison die schottische Meisterschaft gewann. 1892 konnte der Titel aus Vorjahr verteidigt werden. Galbraith kam in dieser Spielzeit auf sieben Spiele und ein Tor.

## Erfolge
mit dem FC Dumbarton
- Schottischer Meister (2): 1891, 1892